# Мизери, Светлана Николаевна
Светлана Николаевна Мизери (4 сентября 1933, Москва — 10 октября 2021, Москва) — советская и российская актриса театра и кино, режиссёр; народная артистка РСФСР (1980). Лауреат Государственной премии СССР (1977) и Государственной премии РСФСР имени К. С. Станиславского (1972).

## Биография
Родилась 4 сентября 1933 года в Москве; в 1955 году окончила Школу-студию МХАТ (курс А. М. Карева). В том же году была принята в труппу Художественного театра, где дебютировала в роли Нади в горьковских «Врагах», но уже в 1956-м перешла в только что созданный «Современник» и на протяжении нескольких лет была одной из ведущих актрис театра, стала, в частности, первой исполнительницей роли Вероники в пьесе В. С. Розова «Вечно живые».
В 1959 году перешла в Театр имени В. В. Маяковского, где служила до 1980 года; среди лучших ролей, сыгранных на этой сцене, — Валя в «Иркутской истории» А. Н. Арбузова, Людмила в пьесе С. А. Найдёнова «Дети Ванюшина», Стелла в «Трамвае „Желание“» Теннесси Уильямса. 
В 1980—1990 годах выступала на сцене МАДТ имени А. С. Пушкина.
В 1990 году перешла в театр «Сопричастность», в котором служила до конца жизни. Поставила спектакли «Поросёнок Кнок» (2006) и «Провинциалка» (2009). Сыграла около 50 ролей.
Скончалась 11 октября 2021 года в Москве в возрасте 88 лет. Похоронена 13 октября 2021 года в Москве на Ваганьковском кладбище рядом со своим мужем Игорем Сиренко (56-й участок).

## Семья
Первый муж — Игорь Кваша (1933—2012), народный артист РСФСР (1978).
Второй муж — Михаил Зимин (1930—1991), народный артист СССР (1991). Дочь — Мария Зимина (род. 1963), актриса, заслуженная артистка РФ (2001).
Третий муж — Игорь Сиренко (1940—2021), актёр, режиссёр; заслуженный артист РСФСР (1979), заслуженный деятель искусств РФ (2004).

## Творчество

### Роли в театре

#### МХАТ
- 1955 — «Враги» М. Горького — Надя

#### Московский театр «Современник»
- 1956 — «Вечно живые» В. С. Розова; постановка Олега Ефремова — Вероника[6]
- 1957 — «В поисках радости» В. С. Розова — Таня
- 1958 — «Никто» Э. Де Филиппо — Туристка
- 1959 — «Два цвета» А. Г. Зака и И. Кузнецова — Катя; «Маленькая студентка» Н. Ф. Погодина — Зина Пращина

#### Московский академический театр имени Владимира Маяковского
- 1959 — «Гамлет» У. Шекспира — 2-й актёр (актёр-королева)
- 1960 — «Иркутская история» А. Н. Арбузова — Валя
- 1961 — «Проводы белых ночей» В. Ф. Пановой — Жанна
- 1962 — «Современные ребята» М. Ф. Шатрова — Нина
- 1963 — «Кавказский меловой круг» Б. Брехта — Груше, Като
- 1964 — «Между ливнями» А. П. Штейна — Тата Нирадова
- 1965 — «Камешки на ладони» А. Д. Салынского — Анна
- 1967 — «И упала звезда» Хория Ловинеску — Клаудиа Роксан
- 1968 — «Звонок в пустую квартиру» Д. Угрюмова — Сквержневская
- 1969 — «Дети Ванюшина» С. А. Найдёнова; постановка А. А. Гончарова — Людмилa; «Разгром» по роману А. А. Фадеева. Постановка Марка Захарова — Варя
- 1970 — «Мария» А. Д. Салынского — Мария Сергеевна Одинцова
- 1970 — «Трамвай „Желание“» Т. Уильямса; постановка А. А. Гончарова — Стелла[7]
- 1973 — «Медея» Еврипида — Медея
- 1975 — «Беседы с Сократом» Э. С. Радзинского — Ксантиппа
- 1976 — «Венсеремос! (Интервью в Буэнос-Айресе)» Г. А. Боровика — Марта
- 1980 — «Она в отсутствие любви и смерти» Э. C. Радзинского — Жена

#### Московский драматический театр имени А. С. Пушкина
- 1981 — «Оптимистическая трагедия» Вс. В. Вишневского — Комиссар
- 1982 — «Закон вечности» Нодара Думбадзе — Мария; «Месье Амилькар платит» Ива Жамиака — Элеонора
- 1988 — «Бесы» пьеса Альбера Камю по роману Ф. М. Достоевского «Бесы» — Варвара Петровна

#### Московский государственный драматический театр «Сопричастность»
- 1993 — «Белые розы, розовые слоны» У. Гибсона — Молли Иган
- 1995 — «Голос за тонкой стеной» А. Матвеева — Аннушка; «Любовь — книга золотая» А. К. Толстого — Екатерина II
- 1998 — «Таланты и поклонники» А. Н. Островского — Домна Пантелеевна
- 2000 — «Кровавая свадьба» Ф. Г. Лорки — Мать
- 2007 — «Королева-мать» Манлио Сантанелли[итал.] — Реджина

### Режиссёрские работы (в театре «Сопричастность»)
- 2006 — «Поросёнок Кнок или история доброй копилки» М. А. Ворфоломеева
- 2009 — «Провинциалка» И. С. Тургенева
- 2011 — «Бледный край небес» У. Хэнли
- 2012 — «Девочка, где ты живёшь?» М. М. Рощина

### Фильмы-спектакли
- 1965 — Под каштанами Праги — Божена
- 1976 — Красная гостиница — Дама
- 1979 — Интервью в Буэнос-Айресе — Марта
- 1987 — Мегрэ у министра — Жена Пуана
- 1988 — Объективные обстоятельства — Постникова

### Дубляж фильмов
- 1941 — Серенада солнечной долины
- 1957 — Ева хочет спать
- 1958 — Мы — вундеркинды (другое название — Мы — дети чуда)
- 1959 — Человек проходит сквозь стену

## Награды и премии
Почётные звания:
- Заслуженная артистка РСФСР (6 марта 1972 года)
- Народная артистка РСФСР (23 января 1980 года)

Ордена:
- орден Дружбы (6 февраля 2009 года) — за большие заслуги в развитии отечественной культуры и искусства, многолетнюю плодотворную деятельность[8]
- орден Почёта (29 апреля 2019 года) — за большой вклад в развитие отечественной культуры и искусства, многолетнюю плодотворную деятельность[9]

Государственные премии:
- Государственная премия РСФСР имени К. С. Станиславского (1972) — за исполнение заглавной роди в спектакле «Мария» А. Д. Салынского
- Государственная премия СССР (1977) — за исполнение роли Марты в спектакле «Venceremos!» Г. А. Боровика

Премии и другие награды:
- премия мэрии Москвы (2001) — за исполнение роли Матери в спектакле «Кровавая свадьба» Ф. Г. Лорки
- премия «Золотая лира»
- премия газеты «Московский комсомолец» (2009) — за исполнение роли Молли Иган в спектакле «Белые розы, розовые слоны» У. Гибсона
- диплом VI Международного форума «Золотой Витязь» — за исполнение роли Реджины в спектакле «Королева-мать» М. Сантанелли
- медали